# Plagiolepis moelleri
Plagiolepis moelleri é uma espécie de formiga do gênero Plagiolepis, pertencente à subfamília Formicinae.